# Schlosskirche Mergentheim

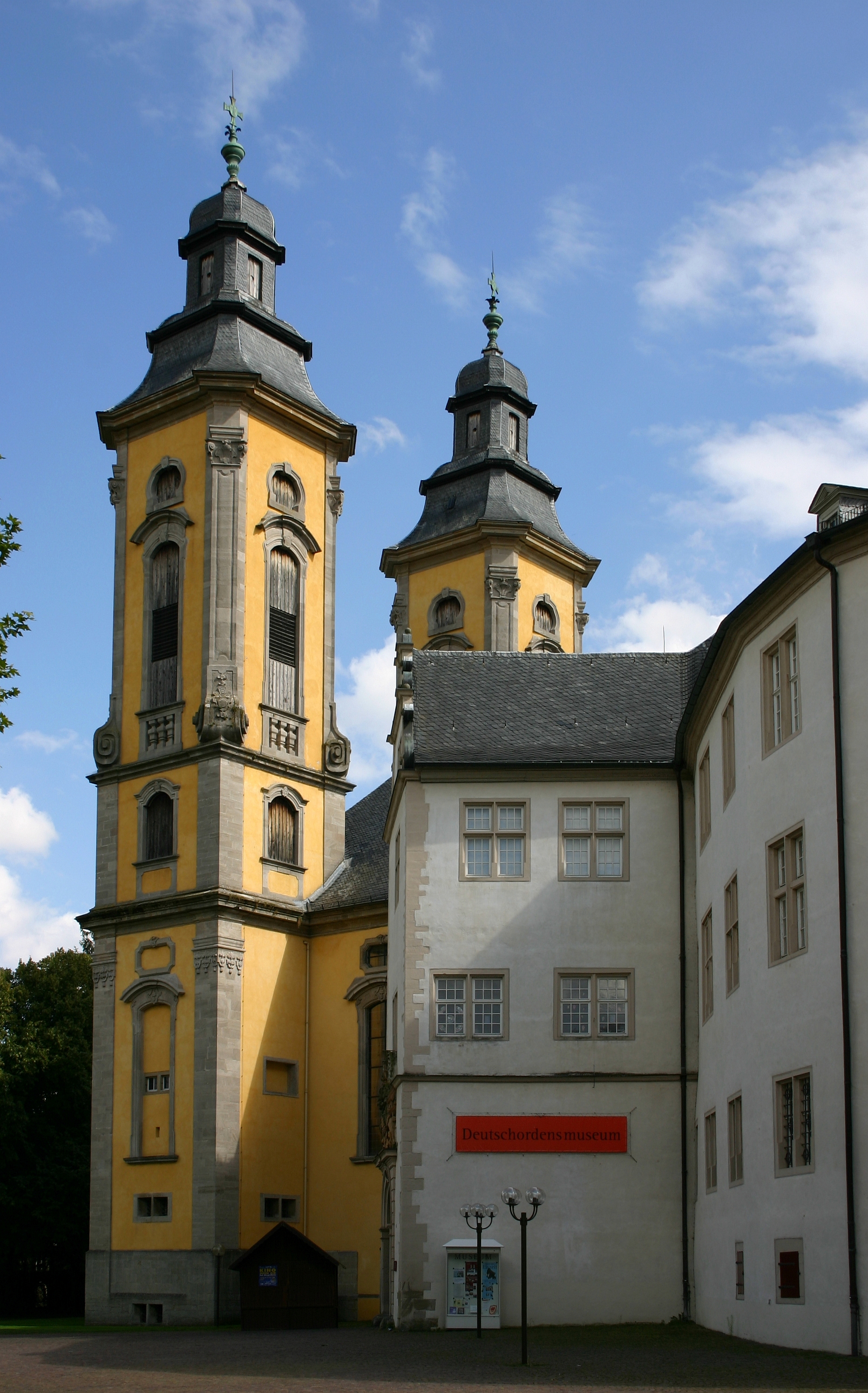
Die Schlosskirche mit anschließenden Gebäuden des Schlosses

Die Schlosskirche ist ein von 1730 bis 1736 errichtetes Kirchengebäude in Bad Mergentheim, einer Stadt im Main-Tauber-Kreis im nördlichen Baden-Württemberg. Die Schlosskirche ist seit 1817 der evangelischen Kirchengemeinde Bad Mergentheim zur Nutzung übergeben und befindet sich in Besitz des Landes Baden-Württemberg.

## Geschichte
Anstelle einer um das Jahr 1250 gebauten Kapelle gab Hochmeister Franz Ludwig von Pfalz-Neuburg 1730 den Neubau einer Kirche im Stile des süddeutschen (Hoch)barocks im Schloss Mergentheim in Auftrag. Unter Mitwirkung von Balthasar Neumann sowie des bayerischen Hofarchitekten François de Cuvilliés errichtete der Mergentheimer Baumeister und Stuckateur Franz Joseph Roth einen hellen, einschiffigen hohen Kirchenraum mit reicher Ausstattung. Über dem Gestühl liegt eine doppelte Empore sowie eine Fürstenloge mit separatem Zugang direkt zu den Wohnräumen. Bemerkenswert ein großflächiges Deckenfresko des Münchner Hofmalers Johann Nikolaus Stuber sowie die unter dem Hauptraum gelegene Krypta mit Grabsteinen in Erinnerung an Hochmeister und bedeutende Mitglieder des hier beheimateten Deutschen Ordens.

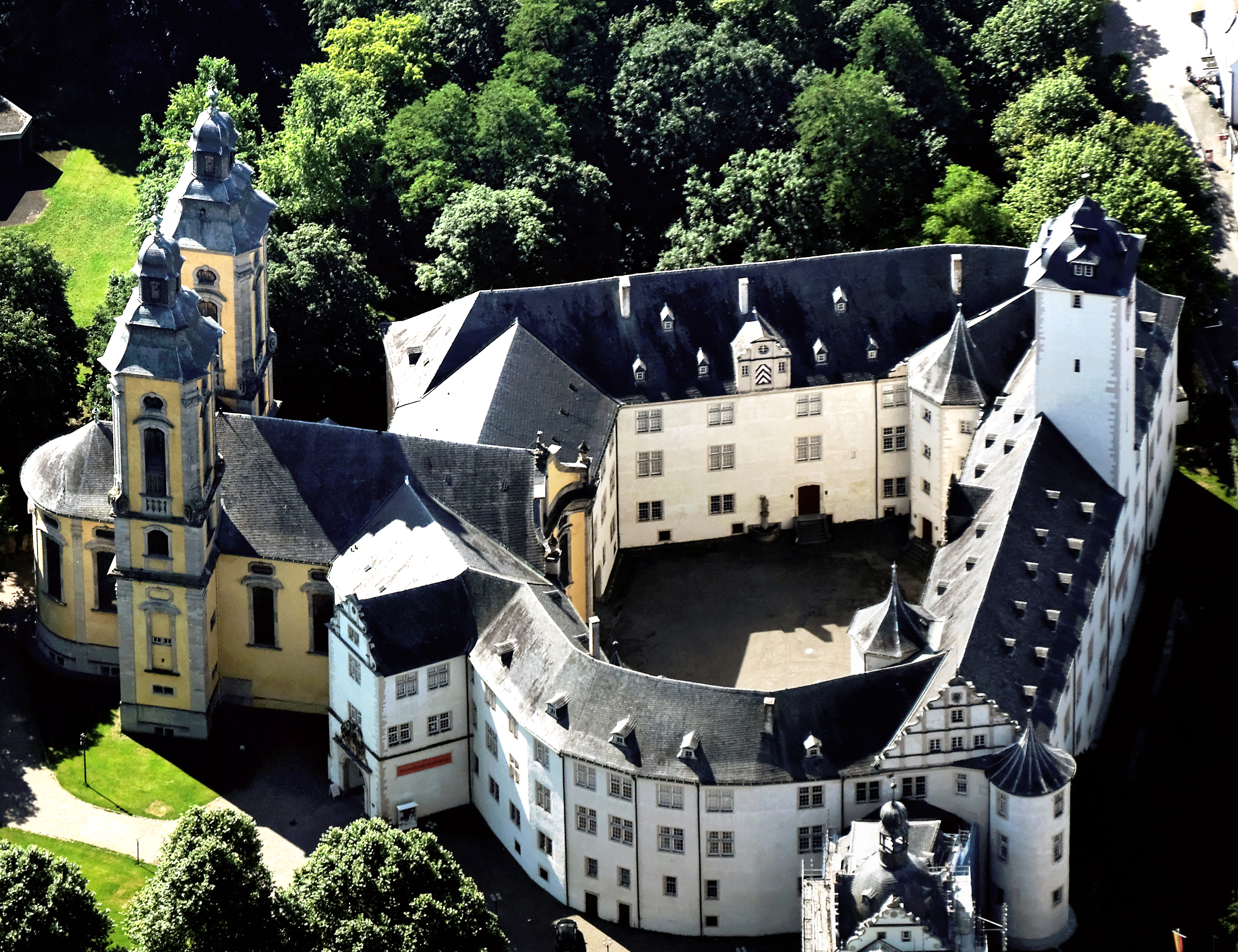
Schloss und Schlosskirche
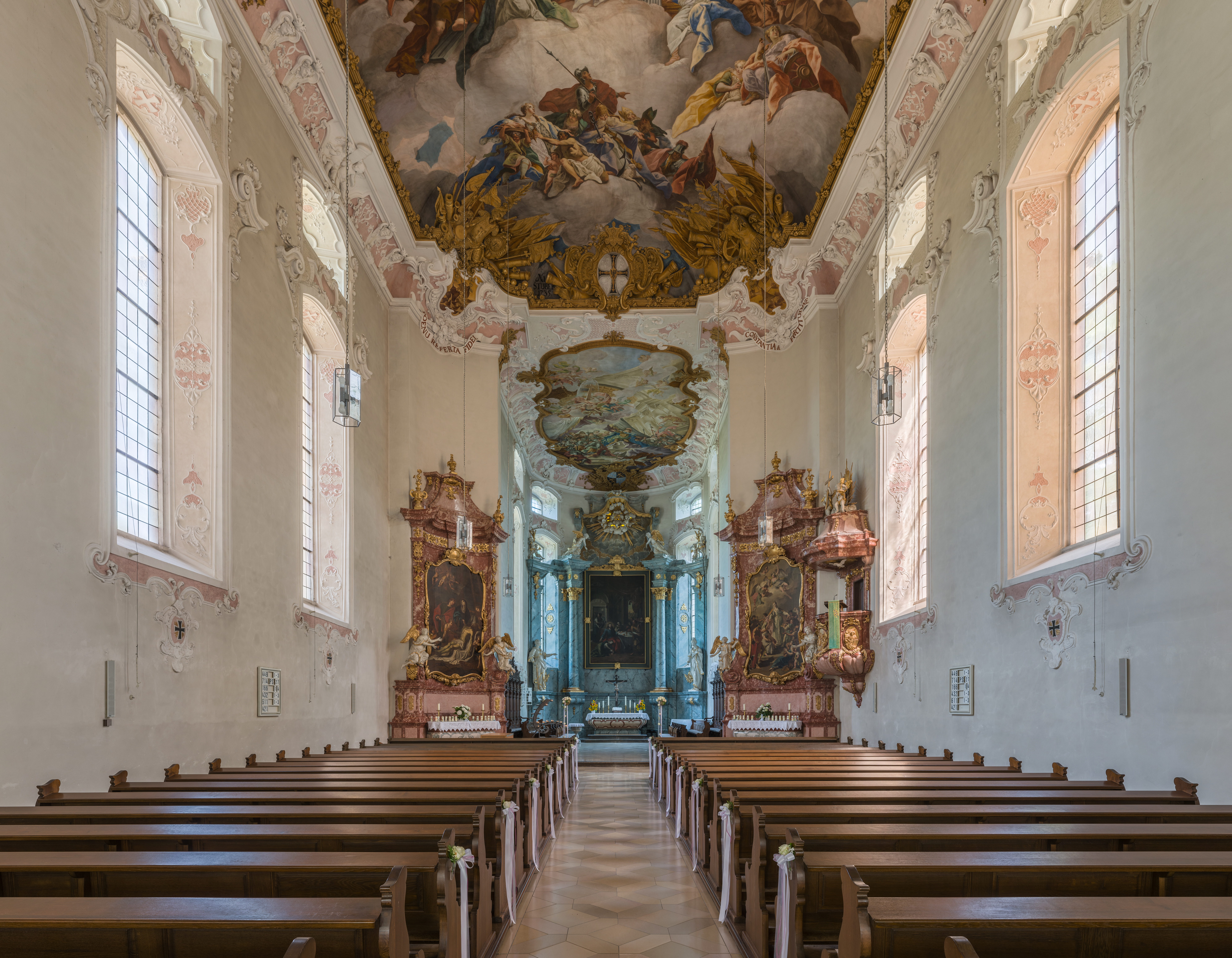
Blick zum Chor
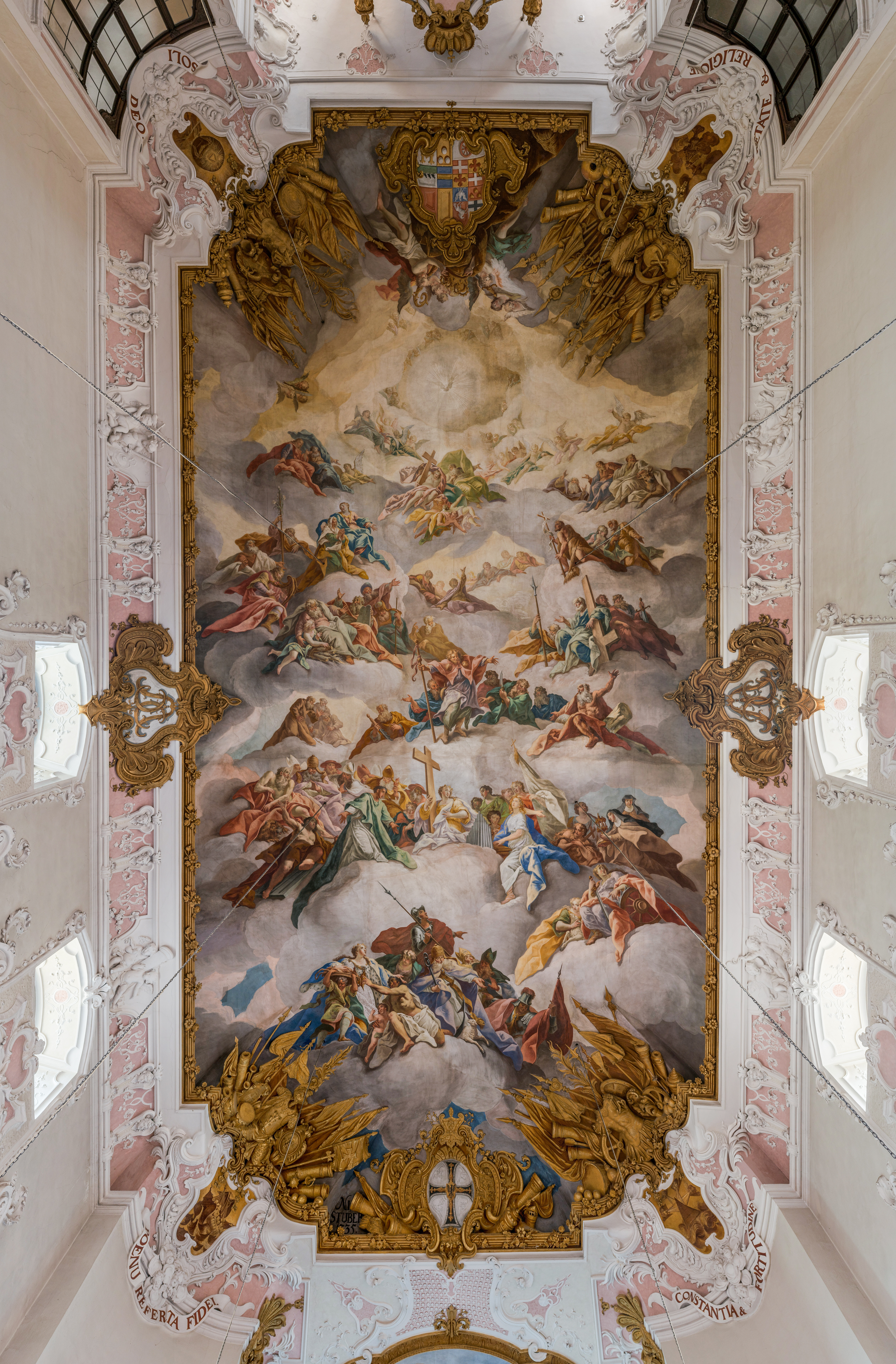
Deckenfresko von Johann Nikolaus Stuber

## Radwegekirche
Die Schlosskirche ist mit ihrer Lage am Taubertalradweg als Radwegekirche ausgewiesen.